# اسطنها
اسطنها، قرية رئيسية تابعة لمركز الباجور التابع لمحافظة المنوفية في جمهورية مصر العربية، ومن أشهر أبنائها الشيخ السيد سابق مؤلف كتاب فقه السنة.

## التاريخ
قرية اسطنها من القرى القديمة، حيث وردت باسم «اصطنها» في أعمال المنوفية ضمن قرى الروك الصلاحي التي أحصاها ابن مماتي في كتاب قوانين الدواوين، كما وردت باسم «اصطنها» في أعمال المنوفية ضمن قرى الروك الناصري التي أحصاها ابن الجيعان في كتاب «التحفة السنية بأسماء البلاد المصرية». وفي العصر العثماني وردت باسم «اصطنها» في التربيع العثماني الذي أجراه الوالي العثماني سليمان باشا الخادم في عصر السلطان العثماني سليمان القانوني ضمن قرى ولاية المنوفية، وفي تاريخ 1228هـ/1813م الذي عدّ قرى مصر بعد المسح الذي قام به محمد علي باشا باسم «اسطنها» ضمن قرى مديرية المنوفية.

## السكان
بلغ عدد سكان اسطنها 16,711 نسمة، حسب الإحصاء الرسمي لعام 2006.